# No Line on the Horizon
No Line on the Horizon es el duodécimo álbum de estudio del grupo irlandés U2, publicado por la compañías discográficas Mercury e Interscope Records en febrero de 2009. Fue el primer trabajo de estudio del grupo desde el lanzamiento de How to Dismantle an Atomic Bomb en 2004, el mayor espacio de tiempo en la carrera de U2 sin publicar un álbum de estudio. Durante estos años, la banda realiza otros trabajos y publica dos sencillos, "The Saints are Coming" (junto a Green Day) y "Window in the Skies", ambos incluidos en el recopilatorio U218 Singles (2006). También graba junto a Mary J. Blige una versión de "One" para el álbum The Breakthough de la artista, quien lanza el tema como sencillo para promoción del álbum en 2005. Este mismo año, tocan en directo junto a Paul McCartney el clásico de The Beatles "Sgt. Pepper's Lonely Hearts Club Band" para el evento Live 8 en el Hyde Park de Londres, interpretación que fue lanzada en la plataforma iTunes para descarga digital.
U2 comenzó a trabajar en No Line on the Horizon en 2006 con el productor Rick Rubin, pero el material producido durante las sesiones fue archivado y descartado. Entre mayo de 2007 y diciembre de 2008, el grupo colaboró con Brian Eno y Daniel Lanois, quienes produjeron y coescribieron parte de las nuevas canciones. El proceso de composición y grabación tuvo lugar en diferentes estudios entre los Estados Unidos, el Reino Unido, Irlanda y Marruecos. 
El grupo planteó publicar el álbum como dos EP titulados Daylight y Darkness, aunque al final lo combinaron en un único disco. Intentaron publicar No Line on the Horizon en noviembre de 2008, pero pospusieron su lanzamiento para seguir componiendo nuevos temas. 
Antes de su lanzamiento, el grupo explicó que la colaboración con Eno y Lanois, así como el tiempo que pasaron en Fez (Marruecos), dio como resultado un álbum más experimental en comparación con All That You Can't Leave Behind y How to Dismantle an Atomic Bomb. Además, compararon el cambio de estilo con el observado entre The Joshua Tree y Achtung Baby. Tras su publicación, No Line on the Horizon obtuvo en general buenas reseñas de la prensa musical y buenos resultados comerciales al llegar al primer puesto de las listas de discos más vendidos en treinta países. No obstante, sus ventas fueron inferiores con respecto a anteriores trabajos y el grupo expresó su decepción. Por el contrario, la gira U2 360° Tour entre 2009 y 2011 se convirtió en la gira de conciertos con mayor recaudación de la historia de la música al recaudar 736 millones en concepto de venta de entradas. El primer sencillo del álbum fue ¨Get On Your Boots¨, esta canción tocada en todos los conciertos del U2 360° Tour, gira del álbum.
El fotógrafo Anton Corbijn rodó Linear, una película acompañante al álbum e incluida en varias ediciones especiales.

## Historia

### Sesiones con Rick Rubin
En 2006, U2 comenzó a trabajar en el sucesor de How to Dismantle an Atomic Bomb colaborando con el productor Rick Rubin en el sur de Francia y en los Abbey Road Studios de Londres. A finales del mismo año, el grupo publicó dos canciones de dichas sesiones en el recopilatorio U218 Singles: una versión de «The Saints are Coming» con Green Day y «Window in the Skies». En enero de 2007, Bono comentó que U2 intentó dirigir su siguiente álbum hacia un estilo musical distinto con respecto a trabajos anteriores: «Vamos a continuar siendo una banda, pero quizás el rock tenga que irse, quizás el rock tenga que hacerse un poco más duro. Pero sea lo que sea, no va a seguir donde está». En otra entrevista, Bono declaró que el nuevo disco incluiría «influencias del trance, con duras guitarras de The Edge. Es distinto de lo que hemos hecho hasta ahora, y no creemos que suena como nada de lo que hicimos».
Rubin alentó un enfoque de «regreso a las raíces musicales» y quería que el grupo le llevase canciones terminadas al estudio. Sin embargo, este enfoque chocó con el estilo de grabación del grupo, que solía improvisar material en el estudio. Finalmente decidieron poner fin al trabajo con Rubin, y aunque el material de las sesiones fue archivado, el grupo expresó su interés de volver a visitarlas en un futuro. Al poco tiempo, contactaron con Brian Eno y Daniel Lanois para que trabajasen como productores del nuevo álbum, con Steve Lillywhite contratado para producir varias canciones.

### Sesiones con Brian Eno y Daniel Lanois

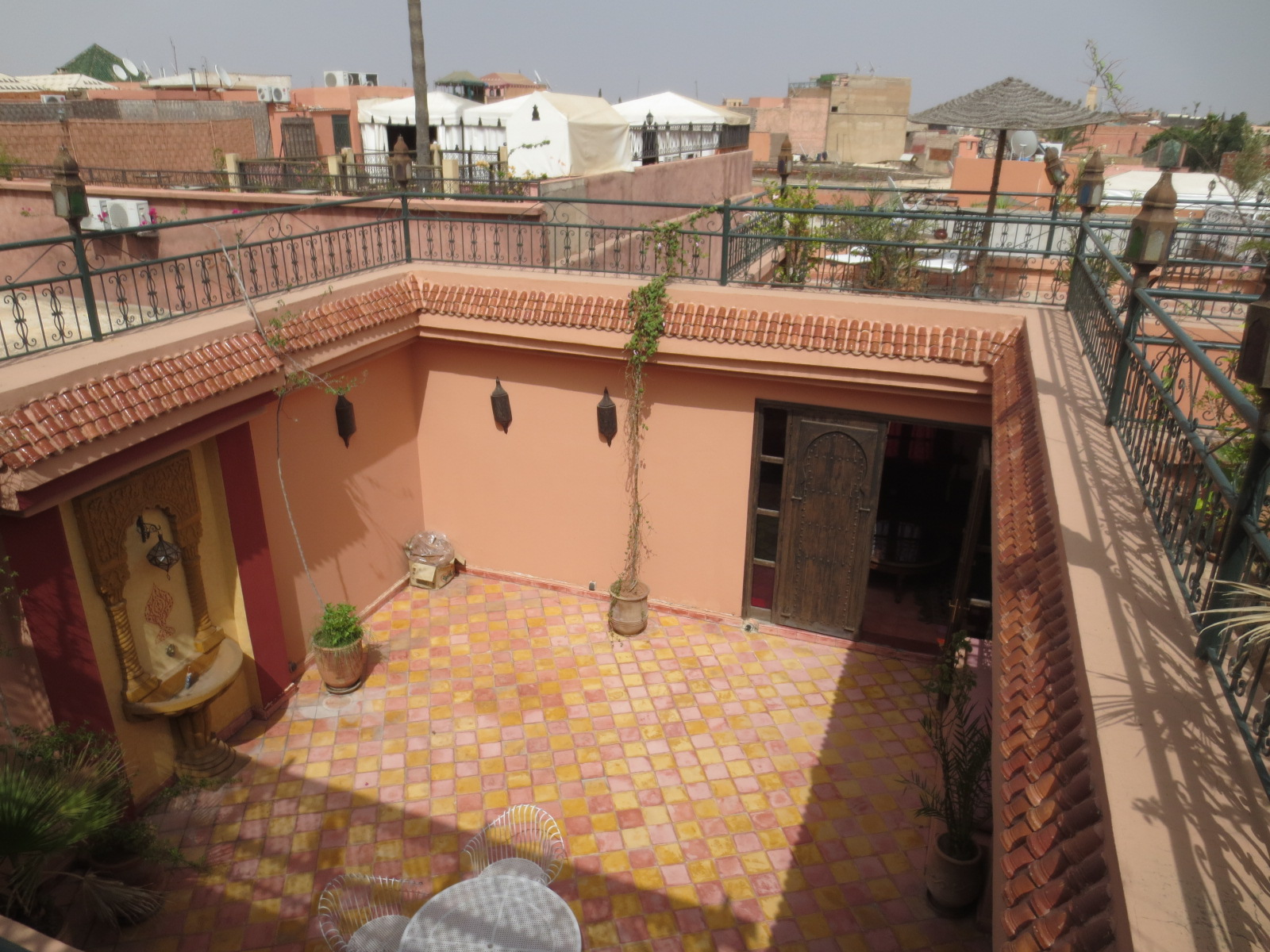
Riad de Marruecos, similar al usado por U2 para grabar parte de No Line on the Horizon.

U2 comenzó a trabajar con Eno y Lanois en mayo de 2007. Bono aceptó una invitación al Festival Mundial de Música Sacra de Fez (Marruecos) y acudió junto a sus compañeros de grupo y con Eno y Lanois. El grupo alquiló un riad en el hotel Riad El Yacout y lo convirtieron en un estudio de grabación improvisado.
El grupo pasó dos semanas en Fez, ocasionalmente grabando con percusionistas locales y un músico tocando un laúd árabe. El Festival de Música Sacra expuso al grupo a la música india y a la judía, con unas influencias que les permitieron buscar un sonido más experimental. El bajista Adam Clayton comentó que la música que escucharon en Fez «tenía un primitivismo... pero había otra sensación de otro mundo, una conexión con esa escala árabe». U2 describió parte de las canciones concebidas durante estas sesiones como no aptas para escuchar en radio o para tocar en directo. Además, el estudio al aire libre les permitió escuchar el canto de pájaros que grabaron para la introducción de «Unknown Caller». Durante las sesiones, escribieron «Moment of Surrender», «White as Snow», «No Line on the Horizon» y «Unknown Caller», todas ellas grabadas en una sola toma. En total, el grupo grabó aproximadamente diez canciones en solo dos semanas. Después de dejar Fez, grabaron en el Hanover Quay Studios de Dublín, en el Platinum Sound Recording Studios de Nueva York y en el Olympic Studios de Londres.
Antes de su publicación, U2 comparó el grado de cambio esperado en el estilo musical con el de Achtung Baby. Además, la banda redujo su exposición a la música experimental; al respecto, Mullen Jr. comentó: «En cierto momento, la realidad te golpea y te preguntas: "¿Qué vamos a hacer con esto? ¿Vamos a publicar todo este tipo de experimentación o vamos a sacar algunas canciones de todo esto?"». Bono compartió la opinión y dijo: «Fuimos tan lejos en el canto sufi y en ese tipo de música en éxtasis, que teníamos que conectar con la tierra y encontrar un contrapunto». Eno comentó que muchas de «las canciones más contemplativas y musicalmente aventureras» habían sido descartadas, atribuyendo lo poco convincente que quedaba la música inspirada en África al combinar con el resto de canciones.
Clayton filmó el proceso de grabación de No Line on the Horizon y subió varios videos a la sección de suscriptores de la web oficial del grupo. El 16 de agosto de 2008, un seguidor grabó varias canciones desde el exterior de la casa de Bono en Èze, Francia y las subió a YouTube, pero fueron eliminadas por Universal Music. En noviembre, The Edge confirmó que el título del álbum sería No Line on the Horizon y señaló que la banda tenía que trabajar con rapidez para completar las mezclas si quería cumplir con la fecha programada de lanzamiento en febrero de 2009. En una entrevista con Q, el grupo reveló que el rapero will.i.am había trabajado en la canción «I'll Go Crazy If I Don't Go Crazy Tonight».
En diciembre de 2008, U2 puso los últimos retoques al álbum en los Olympic Studios de Londres y realizó varios cambios en su contenido. Después de pensar en sacar el álbum como dos EPs titulados Daylight y Darkness, durante las sesiones compilaron las mejores canciones de ambos en un único disco. Además, finalizaron «Stand Up Comedy», una canción que habían comenzado en Fez dieciséis meses antes y que había sido titulada «For Your Love» y «Stand Up» previamente, y acortaron la duración de «Winter» y «Every Breaking Wave». «Winter» apareció en el cortometraje de Anton Corbijn Linear, mientras que «Every Breaking Wave» fue archivada y publicada varios años después en Songs of Innocence.
El grupo también cambió los títulos de varias canciones, entre ellas «French Disco», «Crazy Tonight» y «Chromium Chords», que fueron renombradas como «Magnificent», «I'll Go Crazy If I Don't Go Crazy Tonight» y «Fez – Being Born». Además, consideró «Fez – Being Born» y «Get On Your Boots» como opciones para abrir el álbum, antes de decidirse por «No Line on the Horizon». Al final de las sesiones, eligieron incluir también «White as Snow», una balada sobre la muerte de un soldado en Afganistán, para equilibrar las melodías roqueras. En diciembre de 2008, Clayton comentó: «Esta es definitivamente la última semana de grabación. Pero por otra parte, la última semana fue definitivamente la última semana de grabación, y la semana anterior también». Las últimas sesiones finalizaron ese mismo mes. No Line on the Horizon fue dedicado a la memoria de Rob Partridge, quien firmó el primer contrato discográfico de la banda en 1979 y falleció de un cáncer a finales de 2008.

### Songs of Innocence
En febrero de 2009, Bono comentó que U2 iba a publicar un álbum con descartes de las sesiones de No Line on the Horizon a finales de año. El cantante lo etiquetó como «un álbum más meditativo sobre el tema del peregrinaje». Provisionalmente titulado Songs of Ascent, iba a ser una publicación hermanada con No Line on the Horizon, de forma similar a la relación entre Achtung Baby y Zooropa. En junio, Bono comentó que habían completado nueve canciones, pero que el álbum solo sería publicado si su calidad sobrepasaba la de No Line on the Horizon.
Entre varias declaraciones de los integrantes del grupo, la publicación de Songs of Ascent continuó retrasándose. En abril de 2010, Paul McGuiness confirmó que el álbum no estaría finalizado hasta junio, pero indicó que un lanzamiento «antes de finales de año es probable». En octubre, Bono comentó que el nuevo trabajo estaría producido por Danger Mouse y que habían completado doce canciones de un álbum en el espíritu de «los remixes de U2 en los 90». En febrero de 2011, McGuiness comentó que el álbum estaba casi completo y que podría publicarse en mayo de 2011 con un título distinto al de Songs of Ascent. Después de numerosos retrasos, U2 publicó finalmente su decimotercer disco, Songs of Innocence, el 9 de septiembre de 2014.

## Publicación
La fecha de lanzamiento de No Line on the Horizon fue modificada en numerosas ocasiones a lo largo de 2008. En la feria comercial de industria de la música de 2008, Paul McGuiness dijo que No Line on the Horizon estaba listo para ser publicado en octubre de 2008. Lanois corroboró la fecha en junio de 2008 y comentó que el álbum estaría listo en tres o cuatro semanas: «Estamos terminando las voces. Bono está en gran forma, cantando fantásticamente». El 3 de septiembre de 2008, la web oficial de U2 publicó un artículo en el que Bono revelaba que el nuevo álbum estaría listo «a comienzos de 2009» y que habían grabado «entre cincuenta y sesenta canciones» durante las sesiones. Poco después, Universal Music fijó las fechas de publicación: el 27 de febrero de 2009 en Irlanda, el 2 de marzo en el Reino Unido y el 3 de marzo en Norteamérica.
Universal Music tomó también medidas extremas para evitar la filtración del álbum, especialmente a la hora de ofrecer sesiones de escucha para críticos musicales en lugar de mandarles copias del mismo. Sin embargo, la división australiana de Universal, getmusic.com.au, publicó accidentalmente la edición digital del álbum el 18 de febrero de 2009, dos semanas antes de su fecha programada. El álbum al completo apareció en la web durante un corto espacio de tiempo antes de ser eliminado, pero el accidente provocó que fuera filtrado y compartido a través de Internet. U2 reaccionó al incidente con optimismo, y The Edge comentó: «Lo bueno de todo esto es que muchos de nuestros seguidores han alzado su pulgar hacia arriba. Aunque fuesen seguidores que lo tuviesen gratis».
No Line on the Horizon fue publicado en cinco formatos físicos, tres de los cuales fueron ediciones limitadas. La edición en jewel case incluyó un libreto de 24 páginas, mientras que la edición en LP incluyó uno de 16 páginas. El formato digipack contó con el álbum original, un póster y un libreto ampliado a 32 página, así como la película Linear como contenido descargable. Otra edición en formato box set incluyó un libreto de 64 páginas, un DVD con Linear y un póster. Además de los formatos físicos, No Line on the Horizon también fue publicado como descarga digital en iTunes el 19 de enero de 2009, el mismo día del estreno de «Get On Your Boots». Las reservas del álbum en iTunes incluyeron una remezcla de «Get On Your Boots», no disponible en ninguna otra versión física. Otra versión del álbum en mp3 también estuvo disponible a través de Amazon, mientras que la web oficial de U2 comercializó una versión en formato FLAC.

## Portada
El diseño de portada de No Line on the Horizon es una fotografía del Lago Constanza tomada por el fotógrafo japonés Hiroshi Sugimoto, titulada Boden Sea y extraída de la colección de doscientos retratos agrupados bajo la colección Seascapes. La imagen sirvió a Bono como inspiración para la letra de la canción «No Line on the Horizon». Sugimoto y U2 llegaron a un acuerdo bajo el cual el grupo podía usar la fotografía como portada del nuevo álbum y Sugimoto podía usar la canción «No Line on the Horizon» en sus proyectos futuros; la única condición del fotógrafo fue que no se sobreimprimiera ningún texto en la fotografía. Algunas publicaciones del álbum superponen un signo de igualdad en la mitad de la portada, aunque ediciones posteriores incluyeron únicamente la fotografía sin el signo.
Boden Sea fue utilizada previamente por Richard Chartier y Taylor Deupree para su álbum de 2006 Specification.Fifteen. Las portadas de ambos trabajos son similares, salvo que No Line on the Horizon incluyó un marco blanco alrededor de la fotografía, mientras que Specification.Fifteen incluyó los nombres de los artistas y el título del álbum en la parte superior. Deupree definió la portada de U2 «casi una estafa» y afirmó que la banda solo necesitaba «una llamada y un cheque» para obtener los derechos de la imagen. Sin embargo, Sugimoto refutó la declaración de Deupree y definió el uso de la misma fotografía una mera coincidencia en la que no hubo ningún dinero involucrado.

## Promoción

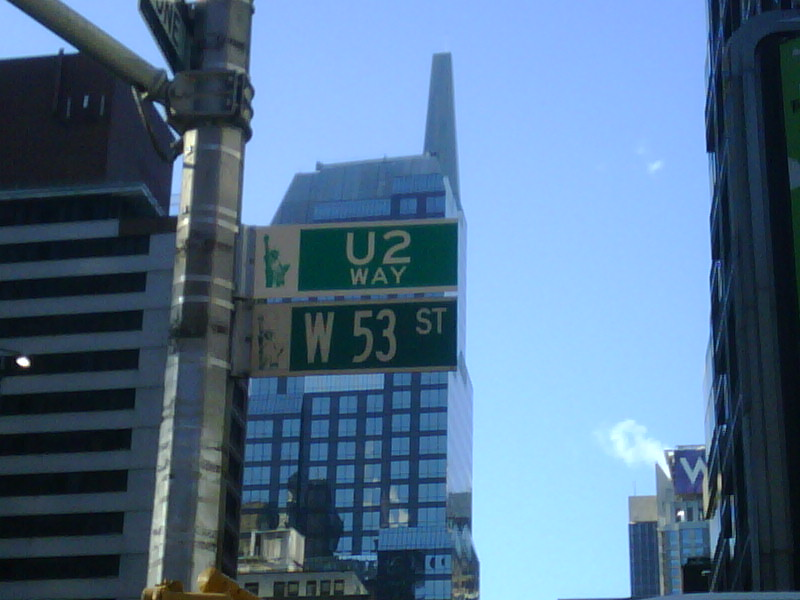
Una placa con el nombre «U2 Way» fue añadida a la calle 53 de Nueva York durante la promoción del álbum.

Para promocionar No Line on the Horizon, U2 tocó «Get On Your Boots» en la 51.ª gala de los Grammy, en los premios Brit de 2009 y en los premios Echo de 2009, aunque el álbum no estaba nominado en ninguna de las ceremonias. El grupo también apareció en la televisión y en la radio francesas el 23 de febrero de 2009, y tres días después grabó una actuación para el programa de televisión Friday Night with Jonathan Ross, emitido el mismo día. El 27 de febrero, realizaron una aparición en el Live Lounge para BBC Radio, seguida de un concierto en la azotea de Broadcasting House. En la semana del 2 de marzo, también aparecieron en el Late Show with David Letterman durante cinco noches consecutivas, la primera vez que un grupo actuó durante una semana entera en el programa. Durante las actuaciones, interpretaron «Breathe», «Magnificent», «I'll Go Crazy If I Don't Go Crazy Tonight», «Beautiful Day» y «Get On Your Boots», y coincidiendo con su presencia en el Late Night, el alcalde de Nueva York Michael Bloomberg añadió una placa con el letrero de «U2 Way» a la calle 53 de Manhattan. El 6 de marzo también tocaron en la Universidad de Fordham para una presentación en el programa Good Morning America. Entre los días 9 y 11 de marzo, participaron en «U2 3 Nights Live», una serie de entrevistas de radio emitidas en directo a través de U2.com.
Entre el 11 y el 17 de febrero, la web oficial del grupo llevó a cabo una promoción sorteando entre 4 000 seguidores una caja de coleccionista con los cuatro sencillos de No Line on the Horizon en formato de 7". Una versión alternativa de «No Line on the Horizon» debutó también el 12 de febrero en RTÉ 2XM y fue publicada como cara B del sencillo «Get On Your Boots». El álbum completo fue publicado en formato streaming en la página de MySpace del grupo el 20 de febrero, y en U2.com un día después.
No Line on the Horizon produjo tres sencillos, a pesar de la idea original de publicar cuatro. El primero, «Get On Your Boots», fue publicado como descarga digital el 19 de enero de 2009 y en formato físico el 16 de febrero. El segundo, «Magnificent», salió a la venta el 4 de mayo, y el tercero y último, «I'll Go Crazy If I Don't Go Crazy Tonight», el 7 de septiembre.

## Recepción
No Line on the Horizon recibió en general buenas reseñas de la prensa musical, con un promedio de 72 sobre 100 en la web Metacritic basado en treinta críticas. David Fricke de Rolling Stone le otorgó cinco estrellas y lo definió como «el mejor U2, en su exploración de textura y su tenaz agarre melódico, desde Achtung Baby». En su reseña para Blender, Rob Sheffield comentó: «Los días en los que U2 intentaba ser simple se han ido. En este punto, los muchachos se han dado cuenta que sobre la grandiosidad romántica está el estilo que mejor encaja con ellos, por lo que vienen como los suplicantes de guitarras cósmicas para lo que nacieron». En Uncut, Andre Mueller escribió: «Es el álbum menos inmediato de U2, pero hay algo en él que sugiere que pueda ser uno de los más duraderos». Jeff Jensen de Entertainment Weekly lo calificó con un A- y lo definió como «un ganador ecléctico y electrizante, uno que habla al espíritu de la época del modo en que solo puede y se atreve a hacer U2». El crítico de la BBC Chris Jones comentó: «Hay mucho para alegrarse» al tiempo que señalaba que «la relación simbióntica con Brian Eno y Daniel Lanois parece haber llegado a un punto de imperceptibilidad». Ben Patashnik de NME lo definió como un «álbum grande, valiente y radical que, aunque no es del todo la reinvención de la que hablaban, sugiere tener los trozos para conservar su relevancia en su cuarta década como banda».
En una reseña menos favorable, Time Out comentó que el álbum es desafortunadamente el nuevo disco de Brian Eno en lugar del de U2: «Por todo lo que hay de nuevo, no hay manera de que lo confundas con otro grupo». Ryan Dombal, de Pitchfork Media, otorgó al álbum un 4.2 sobre una puntuación de diez y dijo que «la cacareada experimentación del álbum es o bien terriblemente errónea o bien está escondida debajo de un lavado de descaradas U2-ísmos». Kaj Roth de Melodic lo describió como «más electrónico y menos rock» y afirmó que parte del álbum «recuerda demasiado a sus primeros discos de los 90». Por otra parte, Cameron Adams del Herald Sun le otorgó tres estrellas y media y lo comparó con sus álbumes de los 90 Zooropa, Pop y Original Soundtracks 1, al tiempo que escribió: «No hay ningún éxito... Es el álbum menos inmediato de U2 en años, pero uno con el que los seguidores acérrimos disfrutarán». Madeleine Chong de MTV Asia escribió: «Aunque U2 debe ser alabado por su esfuerzo a la hora de reinventarse constantemente y empujar el desarrollo del rock, No Line on the Horizon no posee ni las cualidades icónicas de The Joshua Tree ni el magnetismo radical aun relevante de Achtung Baby», mientras que Ben Rayner de Toronto Star lo definió como aburrido y añadió que el ambiente introducido por Eno y Lanois «era todo lo que estas canciones deficientes de giros y vagas tienen para enseñar». Rob Harvilla de Village Voice publicó una reseña mixta y escribió que sus canciones «te recordarán otras mucho mejores, pero de una manera que solo querrás ir y escuchar esas otras canciones en su lugar». La revista Time también publicó una reseña desfavorable y calificó el álbum como «insatisfecho» y «mayoritariamente inquieto, vacilante y confuso».
En cuanto a la crítica por parte de otros músicos, destaca la de Lars Ulrich (fundador de Metallica), quien lo seleccionó en diciembre de 2009 para la revista Rolling Stone como uno de los 25 mejores discos de la década, y definió el tema "Moment of Surrender" como la mejor canción de la década.
A nivel comercial, No Line on the Horizon debutó con fuertes ventas en el primer puesto de treinta países, incluyendo Australia, Bélgica, Canadá, Francia, España, Irlanda, Japón, Países Bajos, Reino Unido y los Estados Unidos. En el último, fue el séptimo número uno del grupo, con 484 000 copias vendidas en su primera semana, una cifra solo superada por How to Dismantle an Atomic Bomb cinco años antes. En el Reino Unido, se convirtió en su décimo número uno, convirtiéndolo en el quinto grupo más exitoso de la lista de discos más vendidos del país. En junio de 2009, había vendido más de cinco millones de copias a nivel mundial, convirtiéndose en el séptimo disco más vendido del año.
Sin embargo, las ventas del álbum comenzaron a estancarse a mediados de 2009. En octubre, había vendido un millón de copias en los Estados Unidos, la cifra más baja del grupo en una década, y a fecha de marzo de 2014, las ventas ascendían a 1,1 millones de copias. En el Reino Unido, vendió menos de una tercera parte de las cifras conseguidas por How to Dismantle an Atomic Bomb y una cuarta parte de las de All That You Can't Leave Behind. A fecha de septiembre de 2010, las ventas globales de No Line on the Horizon se mantenían en los cinco millones de copias.

## Linear
Linear es una película dirigida por Anton Corbijn y basada en una historia de Corbijn y Bono incluida en los formatos digipack, revista y box set. La película incluye una mezcla entre imágenes en blanco y negro y en color. La idea detrás de Linear es el resultado de una filmación en junio de 2007, en la que Corbijn preguntó al grupo si podía filmarles mientras grababan. Ello dio como resultado una «película en fotografías», en la que la banda se mantenía mientras los objetos de alrededor cambiaban. Impresionado, el grupo creyó que la experiencia podía ser mejorada con imágenes en movimiento y solicitó a Corbijn que creara una película en mayo de 2008. Corbijn decidió crear una película muda basada en los personajes que Bono había creado para el álbum, y desarrolló una historia con un policía parisino desilusionado con lo que ocurría entre los inmigrantes y la policía en la ciudad, y que decide abandonar para ver a su mujer en Trípoli.
Linear fue completado a tiempo para la primera fecha de publicación de No Line on the Horizon, en noviembre de 2008, si bien a medida que el grupo decidió continuar trabajando en diciembre la secuencia de la película se vio modificada. 10 de las 11 canciones en la película fueron editadas, y su orden se mantuvo en última instancia.
Linear comienza con una escena en París a medida que anochece, antes de moverse en un viaje a través de las calles de la ciudad, acompañada por la canción «Unknown Caller«. Al final del viaje a través de París, un policía (Taghmaoui) se sienta en su motocicleta, mirando algunas pintadas en un muro en el que se lee: "Fuck the police". El policía abandona su motocicleta, vierte gasolina sobre ella y la quema, observando cómo arde al tiempo que suena «Breathe». A medida que amanece, coge la motocicleta para su uso personal y comienza un viaje desde Francia, atravesando España, para ver a su mujer en Trípoli, a medida que suena «Winter». En un descanso durante su viaje, el policía se recuesta y observa una nube con la imagen del continente africano antes de caer dormido, acompañado de la canción «White as Snow». Al despertarse, retoma su viaje a través de España, mientras suena "No Line on the Horizon".
Antes de llegar a la ciudad, entra a comer en una pequeña cafetería que, con la excepción de la camarera (Brochere), está vacía. Aburrida, la camarera cambia los canales en la televisión hasta toparse con un video musical de U2, que interpreta «Magnificient». Volviendo a su viaje, el policía atraviesa el campo hasta llegar a Cádiz, mientras suena «Stand Up Comedy». Al entrar en un bar, el policía atrae la atención de una mujer que comienza a girar en contra de un espejo (Barrio), mientras el camarero (Vázquez) le sirve varias bebidas. Dejando las llaves sobre la mesa, el policía intenta abandonar el bar, pero al tiempo que lo hace observa a través de una mirilla, en la que ve varias mujeres con bigote bailando, mientras suena "Get on Your Boots". Caminando solo a través de las calles y sin un lugar en el que pasar la noche, alcanza la playa y cae dormido en la arena, sonando de fondo «Moment of Surrender». Al despertarse por la mañana, alquila un bote y comienza a remar camino de Trípoli, mientras de fondo suena «Cedars of Lebanon».

## U2 360° Tour

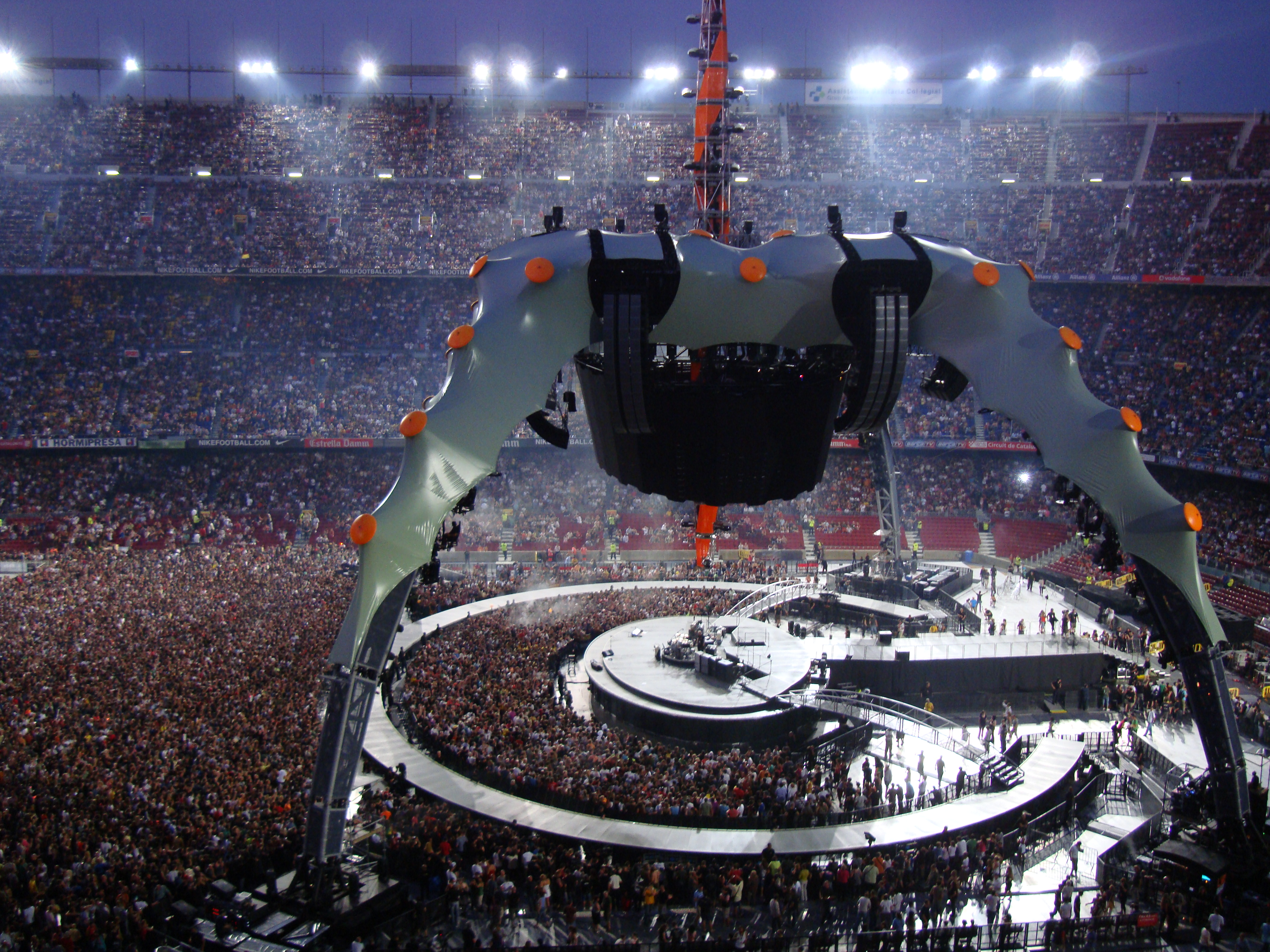
Escenario de la gira U2 360° Tour.

Tras la publicación de No Line on the Horizon, U2 llevó a cabo una gira mundial por estadios llamada U2 360° Tour que comenzó en Barcelona el 30 de junio de 2009 y visitó Europa, Norteamérica, Oceanía, África y Sudamérica entre 2009 y 2011, con un total de 110 conciertos. Los conciertos incluyeron un escenario redondo de 360 grados rodeado por el público en todos sus ángulos. Para dar cabida al público, se construyó una estructura de cuatro patas llamada «The Claw», de cincuenta metros de altura, convirtiéndose en el escenario más grande construido en la historia del rock y superando en tamaño el usado por The Rolling Stones en A Bigger Bang Tour. La idea del escenario fue propuesta por el escenógrafo Willie Williams al final de la gira Vertigo Tour en 2006.
 El diseño fue pensado para superar el aspecto tradicional de los conciertos al aire libre, donde el escenario estaba dominado por pilas de altavoces a los lados. A pesar de recaudar 311 millones de dólares en sus primeros 44 conciertos, la gira no resultaba rentable debido a unos costes de producción que superaban los 750 000 dólares diarios. En 2010, la aparición de U2 en el Festival de Glastonbury fue pospuesta debido a una lesión de espalda de Bono. Tras su fin en julio de 2011, U2 360° Tour se había convertido en la gira más recaudadora de la historia de la música con 736 millones de dólares en concepto de venta de entradas.
Durante la primera etapa de la gira en Europa, U2 tocó canciones de No Line on the Horizon como «Breathe», «No Line on the Horizon», «Get On Your Boots» y «Magnificent» en la primera parte del repertorio, mientras que «Moment of Surrender» fue elegida para cerrar todos los conciertos. El grupo realizó pocos cambios en el repertorio a lo largo de la gira: «Unknown Caller» fue eliminada durante varias semanas antes de rescatarse en la parte final de la gira. El concierto del 25 de octubre de 2009 en el Rose Bowl de Pasadena (California) fue filmado y emitido en streaming a través de YouTube. La filmación usó 27 cámaras de alta definición y fue publicada en el DVD y Blu-ray U2 360° at the Rose Bowl el 3 de junio de 2010.

## Lista de canciones
| N.º   | Título                                      | Letras          | Música                            | Productor/es                          | Duración |  |
| 1.    | «No Line on the Horizon»                    | Bono            | U2, Brian Eno, Daniel Lanois      | Eno, Lanois; Steve Lillywhite (add.)  | 4:12     |  |
| 2.    | «Magnificent»                               | Bono, The Edge  | U2, Eno, Lanois                   | Eno, Lanois; Lillywhite (add.)        | 5:24     |  |
| 3.    | «Moment of Surrender»                       | Bono            | U2, Eno, Lanois                   | Eno, Lanois                           | 7:24     |  |
| 4.    | «Unknown Caller»                            | U2, Eno, Lanois | U2, Eno, Lanois                   | Eno, Lanois; Lillywhite (add.)        | 6:03     |  |
| 5.    | «I'll Go Crazy If I Don't Go Crazy Tonight» | Bono            | U2                                | Lillywhite; will.i.am (add.)          | 4:14     |  |
| 6.    | «Get On Your Boots»                         | Bono            | U2                                | Eno, Lanois; Declan Gaffney (add.)    | 3:25     |  |
| 7.    | «Stand Up Comedy»                           | Bono            | U2                                | Eno, Lanois; Lillywhite (add.)        | 3:50     |  |
| 8.    | «Fez – Being Born»                          | Bono            | U2, Eno, Lanois                   | Eno, Lanois                           | 5:17     |  |
| 9.    | «White as Snow»                             | U2, Eno, Lanois | Tradicional, arr. U2, Eno, Lanois | Eno, Lanois                           | 4:41     |  |
| 10.   | «Breathe»                                   | Bono            | U2                                | Lillywhite; Lanois (add.), Eno (add.) | 5:00     |  |
| 11.   | «Cedars of Lebanon»                         | Bono            | U2, Eno, Lanois                   | Lanois                                | 4:13     |  |
| 53:44 |                                             |                 |                                   |                                       |          |  |

| Temas extra (edición japonesa, australiana y digital) |                            |        |                 |              |          |  |
| N.º                                                   | Título                     | Letras | Música          | Productor/es | Duración |  |
| 12.                                                   | «No Line on the Horizon 2» | Bono   | U2, Eno, Lanois | U2           | 4:07     |  |

| Tema extra (preventa de iTunes) |                                      |        |        |                      |          |  |
| N.º                             | Título                               | Letras | Música | Productor/es         | Duración |  |
| 13.                             | «Get on Your Boots» (Crookers remix) | Bono   | U2     | Eno, Lanois, Gaffney | 4:27     |  |

| Linear (edición deluxe) |                          |          |  |
| N.º                     | Título                   | Duración |  |
| 1.                      | «Unknown Caller»         | 6:18     |  |
| 2.                      | «Breathe»                | 4:37     |  |
| 3.                      | «Winter»                 | 6:17     |  |
| 4.                      | «White as Snow»          | 4:46     |  |
| 5.                      | «No Line on the Horizon» | 4:11     |  |
| 6.                      | «Fez – Being Born»       | 5:15     |  |
| 7.                      | «Magnificent»            | 5:23     |  |
| 8.                      | «Stand Up Comedy»        | 3:50     |  |
| 9.                      | «Get on Your Boots»      | 3:28     |  |
| 10.                     | «Moment of Surrender»    | 7:24     |  |
| 11.                     | «Cedars of Lebanon»      | 4:14     |  |
| 12.                     | «Créditos»               | 2:29     |  |
| 58:20                   |                          |          |  |

* (add.): Producción adicional

## Personal
| U2 - Bono: voz y guitarra. - The Edge: guitarras, teclados y coros. - Adam Clayton: bajo. - Larry Mullen Jr.: batería y percusión. | Otros músicos - Brian Eno: samples, programación, sintetizadores y coros. - Daniel Lanois: guitarra y coros. - Terry Lawless: piano, Fender Rhodes y teclados. - will.i.am: teclados y coros. - Caroline Dale: chelo. - Richard Watkins: corno francés. - Cathy Thompson: violín. - Sam O'Sullivan: percusión. - Louis Watkins: niño soprano. |

## Posición en listas
| País              | Lista                     | Posición |
| ----------------- | ------------------------- | -------- |
| Alemania          | Media Control Charts      | 1        |
| Argentina         | CAPIF Albums Charts       | 1        |
| Australia         | ARIA Top 100 Albums Chart | 1        |
| Austria           | Ö3 Austria Top 40         | 1        |
| Bélgica (Flandes) | Ultratop 200 Albums       | 1        |
| Bélgica (Valonia) | Ultratop 200 Albums       | 1        |
| Canadá            | Canadian Albums Chart     | 1        |
| Dinamarca         | Danish Albums Chart       | 1        |
| España            | Promusicae Albums Chart   | 1        |
| Estados Unidos    | Billboard 200             | 1        |
| Estados Unidos    | Top Rock Albums           | 1        |
| Estados Unidos    | Top Internet Albums       | 2        |
| Finlandia         | Finnish Albums Chart      | 1        |
| Francia           | SNEP Albums Chart         | 1        |
| Grecia            | Greek Albums Chart        | 8        |
| Hungría           | Mahasz Albums Chart       | 1        |
| Irlanda           | Irish Albums Chart        | 1        |
| México            | Mexican Albums Chart      | 1        |
| Noruega           | Norwegian Albums Chart    | 1        |
| Nueva Zelanda     | New Zealand Albums Chart  | 1        |
| Países Bajos      | Dutch Albums Chart        | 1        |
| Polonia           | Polish Albums Chart       | 1        |
| Portugal          | Portuguese Albums Chart   | 1        |
| Reino Unido       | UK Albums Chart           | 1        |
| Suecia            | Swedish Albums Chart      | 2        |
| Suiza             | Hitparade Albums Chart    | 1        |

| Canción                                     | País           | Posición |
| ------------------------------------------- | -------------- | -------- |
| «Get on Your Boots»                         | Australia      | 26       |
| «Get on Your Boots»                         | Austria        | 11       |
| «Get on Your Boots»                         | Bélgica        | 14       |
| «Get on Your Boots»                         | Canadá         | 3        |
| «Get on Your Boots»                         | Alemania       | 16       |
| «Get on Your Boots»                         | Francia        | 6        |
| «Get on Your Boots»                         | Irlanda        | 1        |
| «Get on Your Boots»                         | Italia         | 4        |
| «Get on Your Boots»                         | Nueva Zelanda  | 20       |
| «Get on Your Boots»                         | España         | 2        |
| «Get on Your Boots»                         | Suecia         | 12       |
| «Get on Your Boots»                         | Estados Unidos | 37       |
| «Magnificent»                               | Bélgica        | 27       |
| «Magnificent»                               | Canadá         | 68       |
| «Magnificent»                               | Alemania       | 18       |
| «Magnificent»                               | Irlanda        | 5        |
| «Magnificent»                               | Italia         | 11       |
| «Magnificent»                               | Suecia         | 40       |
| «Magnificent»                               | Estados Unidos | 79       |
| «I'll Go Crazy If I Don't Go Crazy Tonight» | Canadá         | 82       |
| «I'll Go Crazy If I Don't Go Crazy Tonight» | Alemania       | 5        |
| «I'll Go Crazy If I Don't Go Crazy Tonight» | Irlanda        | 49       |
| «I'll Go Crazy If I Don't Go Crazy Tonight» | Reino Unido    | 32       |

| Predecesor: Fearless de Taylor Swift         | Billboard 200 - Álbum n.º 1 14 de marzo - 28 de marzo de 2009  | Sucesor: All I Ever Wanted de Kelly Clarkson  |
| Predecesor: Invaders Must Die de The Prodigy | UK Albums Chart - Álbum n.º 1 8 de marzo - 22 de marzo de 2009 | Sucesor: Songs for My Mother de Ronan Keating |

## Certificaciones
| País           | Organismo certificador | Certificación | Ventas certificadas | Ref.    |
| -------------- | ---------------------- | ------------- | ------------------- | ------- |
| Alemania       | BVMI                   | Platino       | 200 000             | [ 115 ] |
| Argentina      | CAPIF                  | Oro           | 20 000              | [ 116 ] |
| Australia      | ARIA                   | Platino       | 70 000              | [ 117 ] |
| Bélgica        | BEA                    | Platino       | 30 000              | [ 118 ] |
| Brasil         | ABDP                   | Platino       | 60 000              | [ 119 ] |
| Canadá         | CRIA                   | Platino (x2)  | 160 000             | [ 120 ] |
| Dinamarca      | IFPI Denmark           | Platino (x2)  | 60 000              | [ 121 ] |
| España         | PROMUSICAE             | Platino       | 60 000              | [ 122 ] |
| Estados Unidos | RIAA                   | Platino       | 1 000 000           | [ 123 ] |
| Finlandia      | IFPI Finland           | Oro           | 17 000              | [ 124 ] |
| Grecia         | IFPI Greece            | Platino       | 15 000              | [ 125 ] |
| Hungría        | MAHASZ                 | Platino       | 6 000               | [ 126 ] |
| Irlanda        | IRMA                   | Platino (x4)  | 6 000               | [ 127 ] |
| Italia         | FIMI                   | Platino (x3)  | 180 000             | [ 128 ] |
| Japón          | RIAJ                   | Oro           | 100 000             | [ 129 ] |
| México         | AMPROFON               | Oro           | 40 000              | [ 130 ] |
| Países Bajos   | NVPI                   | Platino       | 60 000              | [ 131 ] |
| Nueva Zelanda  | RMNZ                   | Platino       | 15 000              | [ 132 ] |
| Portugal       | AFP                    | Platino       | 20 000              | [ 133 ] |
| Reino Unido    | BPI                    | Platino       | 300 000             | [ 134 ] |
| Suiza          | IFPI Switzerland       | Platino       | 30 000              | [ 135 ] |